# Hipódromo (Santurce)
|                                                  |                                                         |
| Coordenadas                                      | 18°26′44″N 66°4′16″O / 18.44556, -66.07111              |
| Entidad • País • Territorio • Municipio • Barrio | Sub-barrio Estados Unidos Puerto Rico San Juan Santurce |
| Superficie                                       | 0,27 km² (0,10 mi²)                                     |
| Población • Densidad poblacional                 | 2017 (2000) 7.520,6 km² (19.478,4 mi²)                  |

Hipódromo es uno de los cuarenta “sub-barrios” del barrio Santurce en el municipio de San Juan, Puerto Rico. Según el censo del año 2000, este sector contaba con 2017 habitantes y un área de 0,27 km².